# رومان هونتیوک
رومان هونتیوک (اوکراینی: Роман Володимирович Гонтюк؛ زادهٔ ۲ فوریهٔ ۱۹۸۴) جودوکار اهل اوکراین است.
وی در مسابقات کشوری و بین‌المللی در مجموع برندهٔ ۱ مدال نقره، ۲ مدال برنز شده‌است.